# Ръженово
Ръженово е село в Южна България. То се намира в община Маджарово, област Хасково.

## География
Село Ръженово се намира в планински район.